# Абд аль-Кадир
Абд аль-Ка́дир или Абд аль-Ка́дер (араб. عبد القادر‎; полное имя: Абд аль-Ка́дир ибн Мухйидди́н аль-Джаза́ири, араб. عبد القادر بن محي الدين الجزائري‎); 6 сентября 1808, Маскара — 26 мая 1883, Дамаск) — арабский эмир, национальный герой Алжира, полководец, богослов, учёный, оратор и поэт. Вёл борьбу против французского колониального вторжения в середине XIX века. Будучи исламским богословом и суфием, неожиданно оказался во главе военной кампании и в течение многих лет успешно сопротивлялся одной из самых передовых армий в Европе. Вызвал восхищение после вмешательства и спасения христианской общины Дамаска, в том числе сотрудников российского консульства, от резни 1860 года. Его усилия по объединению страны против французских захватчиков принесли ему славу «современного Югурты», а его способность сочетать религиозную и политическую власть привела к тому, что он был провозглашён «Святым среди князей, князем среди святых».

## Ранние годы
Абд аль-Кадир происходил из весьма древнего и знатного марабутского (священнического) рода, укоренившегося в Оране. Отец Мухйиддин (умер в июле 1833) происходил из рода Идрисидов, восходящего к дочери пророка Мухаммада, Фатиме. Таким образом, Абд аль-Кадир был шерифом и имел право добавить к своему имени почётное отчество аль-Хасани («потомок аль-Хасана»). В научном сообществе бытует мнение, что предки Абд аль-Кадира — арабизированные берберы племени бану-ифрен. Отец принадлежал к суфийскому тарикату кадирия. Мать — его третья жена Лалла Зорга.
Абд аль-Кадир родился недалеко от города Маскара в религиозной семье. Точная дата его рождения неизвестна, но большинство современных источников сообщают, что он родился 6 сентября 1808 года. Самые ранние арабские источники отмечают, что он родился между 1806 и 1808 годом.
Он вырос в завии своего отца. Он получил традиционное образование в области теологии, юриспруденции и грамматики арабского языка; сообщается, что он мог читать и писать к пяти годам и выучил наизусть Коран в возрасте 14 лет, получив тем самым титул хафиз. В возрасте 15 лет отправился в Оран для продолжения образования. Благодаря своим необыкновенным способностям, благочестию, учёности и искусству владеть оружием Абд аль-Кадир ещё в молодости приобрёл широкую известность. Он был хорошим оратором и мог взволновать своих сверстников речами и стихами.
В 1822 году женился на дочери своего дяди 14-летней Лейле Хейре.
Чтобы избавиться от преследований подозрительного алжирского дея, он бежал в Египет, где ему впервые пришлось встретиться с европейской цивилизацией. В 1825 году он отправился в хадж, паломничество мусульман в Мекку, со своим отцом. Он также посетил Дамаск и Багдад и посетил могилы известных мусульманских деятелей, таких как шейх Ибн Араби и Абд аль-Кадир аль-Джилани. Этот опыт закрепил его религиозный энтузиазм. На обратном пути в Алжир на него произвели впечатление реформы, проведённые Мухаммедом Али в Египте. Он вернулся на родину за несколько месяцев до прибытия французов, которые завоевали Алжир, изгнав турок. При этом против французов восстали многие арабские племена.
По другим данным, в октябре 1823 отправился в хадж, но был вместе с отцом задержан оранским беем из-за подозрений в мятеже и 2 года они провели в положении почётных пленников. Только в 1825 они смогли продолжить паломничество и через Тунис прибыли в Аравию (Мекка, Медина, Багдад).

## Во главе антиколониальной борьбы
В 1828 году Мухйиддин и Абд аль-Кадир вернулись в Гетну. В условиях французской колониальной оккупации была преодолена раздроблённость разных алжирских племён, и Мухйиддин призвал арабов к джихаду. В ноябре 1832 года на совете племенных шейхов в Маскаре ему предложили принять титул султана, однако он отказался и предложил кандидатуру своего сына. 25 ноября 24-летний Абд аль-Кадир был избран племенами западного Алжира (хашим, бени-аббас, гараба, бени-меджахар) эмиром (чтобы не портить отношения с Марокко, он отказался от титула султана). Таким образом, он создал независимое государство (эмират) со столицей в Маскаре, формально признав себя вассалом и наместником марокканского султана Абд ар-Рахмана. Принял титул эмир-аль-муминин («повелитель правоверных»).

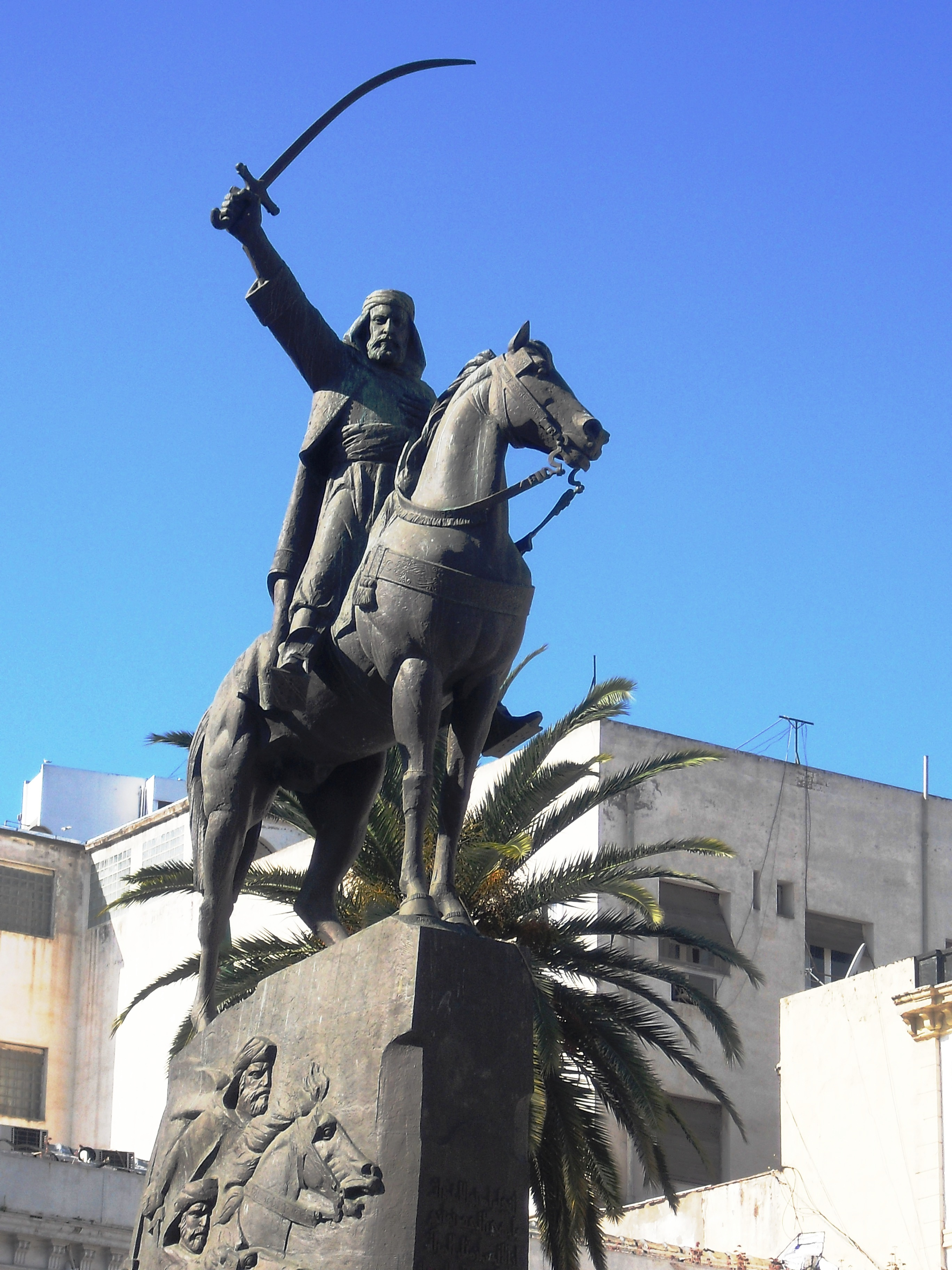
Памятник в столице Алжира

Когда французско-африканская армия достигла Орана в январе 1831 года, отца Абд аль-Кадира попросили провести военную кампанию против них; Мухйиддин призвал к джихаду, и он и его сын были среди тех, кто участвовал в атаках под стенами города. В мае 1832 года началась крайне упорная и кровопролитная война с французами, в которой Абд аль-Кадир неоднократно выходил победителем. В течение года, благодаря удачным операциям и осторожной политике, Абд аль-Кадир сумел объединить племена в регионе и восстановить безопасность — его область влияния теперь охватила всю провинцию Оран.
Потерпев ряд поражений французы были вынуждены заключить в феврале 1834 года мирный договор, по которому Абд аль-Кадиру перешёл почти полный контроль над провинцией Оран. Параллельно Абд аль-Кадир увеличивал свои владения, захватив город-порт Арзев (правивший здесь кади Ахмет Бен-Тахир был обвинён в торговле со врагами, отправлен в Маскару и казнён), а затем Тлемсен (паша Бен-Нун отказался подчиниться ему и бежал). Для французов договор был способом установления мира в регионе, одновременно ограничивая Абд аль-Кадира на западе. То, что он подписал договор со стороны алжирцев подняло его в глазах берберов и французов.
В 1835 году после смены французских руководителей (генерала Демишеля заменил «ястреб» Трезель, губернатором Алжира был назначен Друз д’Эрлон) война возобновилась. На сторону французов перешли племена дуайр и змала. Но в июне 1835 французы были опять разбиты в лесу Мулай-Исмаил и на реке Макте. Новому французскому руководству (генерал д’Арланж и губернатор Клозель) удалось нанести контрудар, захватив столицу Абд аль-Кадира Маскару и взорвав крепость. Однако поход на Константину в ноябре 1836 окончился позорным поражением, и 30 мая 1837 года в Тафне был заключён очередной мирный договор, по которому Франция признала власть Абд аль-Кадира в большей части Западного Алжира (Оран, Титтери и часть провинции Алжир). Более того, генерал Бюжо согласился продать эмиру ружья и порох.
1837—1838 годы стали высшей точкой расцвета эмирата Абд аль-Кадира. Экономика эмирата была милитаристской из-за необходимости противостоять дальнейшему вторжению французов. Усиленно развивалась военная промышленность: созданы сабельные, ружейные, литейные, пушечные и пороховые предприятия. В эмирате наряду с ополчением племён была организована регулярная армия европеизированного типа, создано несколько линий обороны. Во время перемирия Абд аль-Кадиром были проведены реформы: административная, разделившая эмират на несколько областей; экономическая, направленная на перераспределение доходов в обществе; судебная и налоговая. Государство Абд аль-Кадира выпускало собственную валюту, названную Мухаммадийей в честь пророка Мухаммада. Законодательную власть осуществлял Высший совет из 11 улемов под руководством верховного кади Ахмеда аль-Хашими. Исполнительную — Диван из 8 визирей под руководством Мухаммеда аль-Джайлани. К началу 1839 эмиру удалось подчинить земли исламского братства Тиджания, после долгой осады столицы Айн Махди. Марабут ат-Тиджини подписал мир и удалился.
18 ноября 1839 года ввиду постоянного нарушения французами условий мирного договора 1837 года Абд аль-Кадир объявил о возобновлении войны. Французская армия в 1840 разгромила арабов в ущелье Музана и лесу Мулай-Исмаил, а подкупленный ими шейх Бен Гана у Бискры уничтожает войско халифа (наместника) Бу Азуза. Французы взяли Медею и Милиану, 26 мая 1841 — Такедемпт, 30 мая — Маскару, 1 февраля 1842 — Тлемсен, а к 1843 году захватили большую часть территории эмирата, ослабленного изменами крупных феодалов. 11 ноября возле Сиди-Иаия армия Абд аль-Кадира была окончательно разгромлена, и он укрылся на территории соседнего Марокко, власти которого также участвовали в сопротивлении французским войскам. Однако они тоже потерпели поражение 14 августа 1844 на реке Исли и были вынуждены выслать Абд аль-Кадира из страны. В 1845 году в Алжире началось новое восстание, которое возглавил возвратившийся из изгнания Абд аль-Кадир.
В начале 1847 французам сдался кабильский халиф Бен Салем, затем братья эмира Сиди Мустафа и Сиди Саид. Абд аль-Кадир в конечном итоге был вынужден сдаться. Его неспособность получить поддержку от восточных племён, за исключением берберов в западной части Кабили, способствовала подавлению восстания, а указ марокканского султана Абд ар-Рахмана, последовавший за Танжерским договором, объявил эмиром вне закона всё его королевство. 21 декабря 1847 года Абд аль-Кадир перешёл алжирскую границу и сдался генералу Ламорисьеру и генерал-губернатору герцогу Омальскому в обмен на обещание, что ему будет разрешено отправиться в Александрию или Акру. Его просьба была удовлетворена, и через два дня его капитуляция была принята официальным лицом французского генерал-губернатора Алжира, Анри Орлеанского, герцогом д’Омалем, которому Абд аль-Кадир символически передал своего боевого коня. Однако, французское правительство отказалось выполнить обещание Ламорисьера: Абд аль-Кадир был отправлен во Францию и, вместо того, чтобы ему позволить продолжить путь на Восток, его взяли в плен.

## Вдалеке от Алжира
Нарушив обещания обеспечить свободный проезд в Аравию, французы задержали его в Тулоне, фактически под «почётным арестом» вместе с родными. После Революции 1848 года его 23 апреля перевели в тюремный замок Шато де По, в ноябре 1849 — в Амбуаз. В тюрьмах от болезней скончались его сын, дочь, племянник. И только президент Наполеон III 16 октября 1852 года, в ходе личного визита в Амбуаз, объявил об освобождении Абд-аль-Кадира, назначив ему пенсию. После визита в Париж, личной аудиенции и участия в плебисците о восстановлении империи, 21 декабря 1852 года Абд-аль-Кадир переехал в Бурсу, а затем в Стамбул, где писал философские трактаты и стихи. В 1856 году он поселился в Дамаске, где преподавал богословие в одной из мечетей.
Летом 1860 года во время Дамасской резни Абд-аль-Кадир вступился за местных христиан-маронитов, подвергавшихся жестокому преследованию со стороны друзов. Нападению подверглось и российское вице-консульство, и вице-консул Макеев был спасён от неминуемой гибели благодаря личному вмешательству и заступничеству Абд аль-Кадира. Его действия по спасению сирийских христиан и европейских консулов повысили его международный авторитет. Он был произведён в кавалеры французского Большого креста ордена Почётного легиона, Греция наградила Большим крестом Спасителя, Россия — орденом Белого орла, Османская империя, Англия, Пруссия и Папа римский наградили орденами, а Авраам Линкольн отправил ему в качестве подарка пару пистолетов.

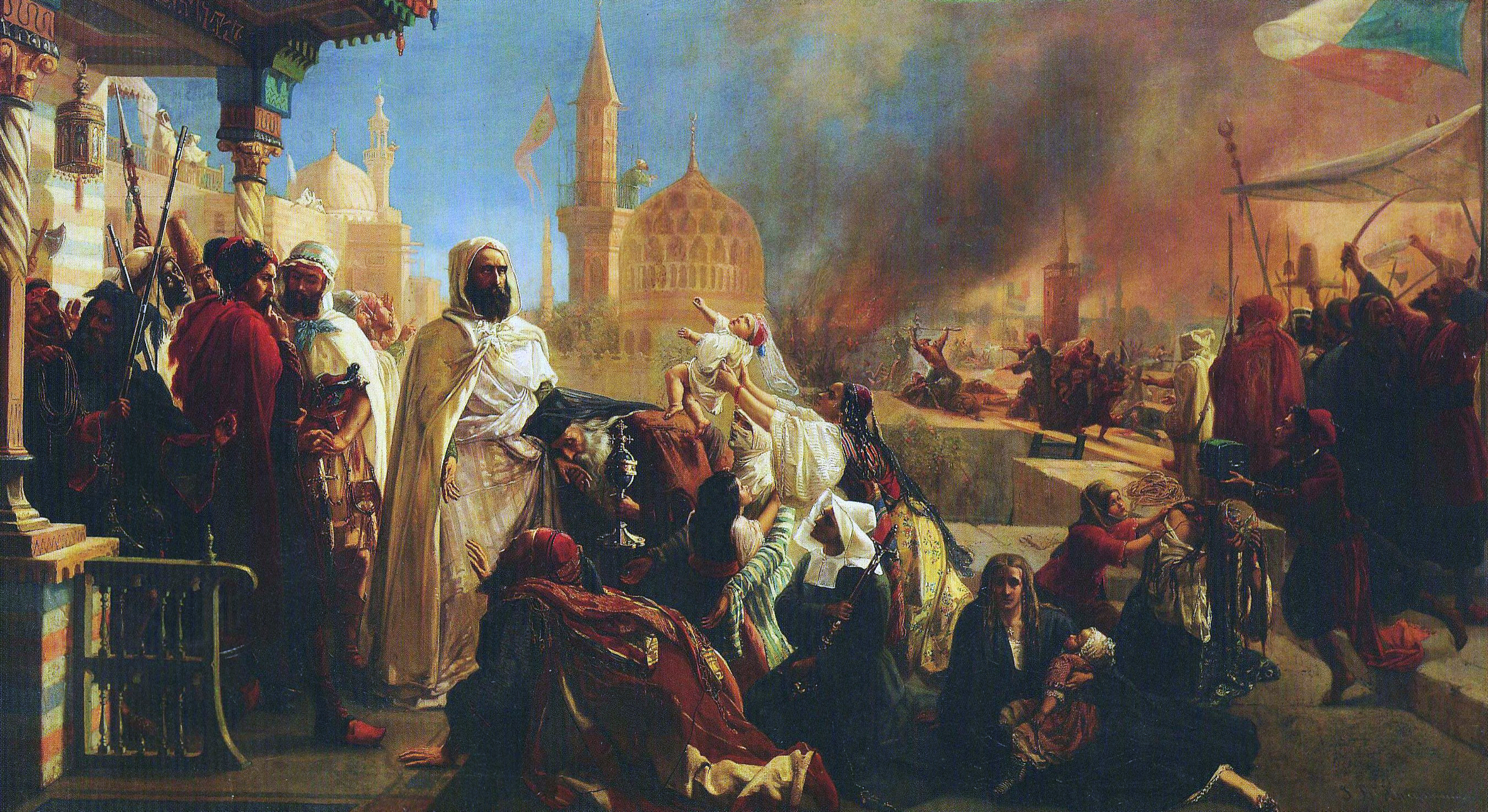
Ж.-Б. Хёйсманс. Абд аль-Кадир берёт под свою защиту христиан Дамаска, избиваемых друзами

С тех пор его тихая, созерцательная жизнь прерывалась только предпринимаемыми им по временам странствованиями на богомолье. В 1863 году он ещё раз совершил хадж в Мекку, посетил в 1867 году Всемирную выставку в Париже, а 17 ноября 1869 года присутствовал при открытии Суэцкого канала.
Абд аль-Кадир написал весьма интересное религиозно-философское сочинение, которое Гюстав Дюга перевёл с арабского на французский под заглавием: «Rappel à l’intelligent; avis à l’indifférent» (Париж, 1858).
Абд аль-Кадир умер 26 мая 1883 года в Дамаске и был похоронен рядом с гробницей Ибн Араби. В 1965 году его прах был перенесён на кладбище Эль-Алия в Алжире, что вызвало разногласия, ведь Абд аль-Кадир явно выражал своё желание быть упокоенным рядом с гробницей Ибн Араби, которого считал своим учителем.

## Образ и память
С самого начала Абд аль-Кадир вызывал восхищение не только среди алжирцев, но и среди европейцев, даже когда сражался с французскими войсками. «Щедрая забота, мягкое сочувствие», проявляемые им к военнопленным, «практически не имели аналогов в истории войн», и он всегда выказывал уважение к верованиям пленных.
В 1843 году французский маршал Николя Сульт назвал Абд аль-Кадира одним из трёх величайших живущих людей, двое других — Шамиль и Мухаммед Али Египетский.
Именем Абд аль-Кадира назван город Элкейдер в штате Айова, США. Основатели Тимоти Дэвис, Джон Томпсон и Честер Сейдж были впечатлены борьбой эмира с французскими колониальными войсками и решили назвать его именем новое поселение в 1846 году.
В 2013 году Оливер Стоун объявил о начале производства кинобайопика «Эмир Абд аль-Кадир», режиссёром объявлен Чарльз Бернетт.
В Алжире Абд аль-Кадира чтят как национального героя и «Югурту Нового времени».
Abd el-Kader Fellowship — это постдокторская стипендия Института перспективных исследований в области культуры Университета Вирджинии.
В 2023 году в Москве на Спиридоновке в память о Абд аль-Кадире был открыт сквер.